# イゴル・ルクシッチ
イゴル・ルクシッチ（Igor Lukšić / Игор Лукшић、1976年6月14日 - ）は、モンテネグロの政治家。

## 経歴
バール出身。2004年2月16日に財務大臣に就任。2010年12月29日、首相に就任した。